# Balan Bakama
Balan Bakama è un comune rurale del Mali facente parte del circondario di Kangaba, nella regione di Koulikoro.